# Krensdorf
Krensdorf ist eine Gemeinde mit 630 Einwohnern (Stand 1. Jänner 2024) im Bezirk Mattersburg im Burgenland in Österreich. Der ungarische Name der Gemeinde ist Tormafalu, der kroatische Ortsname ist Kreništof.

## Geografie
Die kleine Talsiedlung Krensdorf liegt zwischen den Höhen des Rosalien- und Leithagebirges im Flachgebiet beidseits des Hirmerbaches. Durch die waldreiche Landschaft führen Wander- und Radwanderwege. Die Gemeinde wird vom Edlesbach durchzogen.
Nachbargemeinden:
|            | Zillingtal (EU)                             |                    |
| Pöttsching | Kompassrose, die auf Nachbargemeinden zeigt | Zemendorf-Stöttera |
| Sigleß     | Pöttelsdorf                                 |                    |

## Geschichte

Krensdorf (Mitte links) um 1873 (Aufnahmeblatt der Landesaufnahme)

Vor Christi Geburt war das Gebiet Teil des keltischen Königreiches Noricum und gehörte zur Umgebung der keltischen Höhensiedlung Burg auf dem Schwarzenbacher Burgberg. Später, unter den Römern, lag das heutige Krensdorf in der Provinz Pannonia. Für die Frühe Neuzeit weist das Urbarium der Grafschaft Forchtenstein aus den Jahren 1588/89 den Ort im Vergleich zu Nachbargemeinden als relativ wohlhabend aus.
Der Ort gehörte, wie das gesamte Burgenland, bis 1920/21 zu Ungarn. Seit 1898 musste aufgrund der Magyarisierungspolitik der Regierung in Budapest der ungarische Ortsname Tormafalu verwendet werden. Nach Ende des Ersten Weltkriegs wurde nach Verhandlungen Deutsch-Westungarn in den Verträgen von St. Germain und Trianon 1919 Österreich zugesprochen. Der Ort Krensdorf gehört seit 1921 zum neu gegründeten Bundesland Burgenland (siehe auch Geschichte des Burgenlandes).
Aufgrund des Gemeindestrukturverbesserungsgesetzes wurde Krensdorf entgegen dem Beschluss des Gemeinderats mit 1. Jänner 1971 mit Sigleß zur Großgemeinde Sigleß zusammengelegt. Als Folge der Zusammenlegung wurde 1971/72 die Volksschule in Krensdorf aufgelassen und das Schulgebäude in einen Kindergarten umgestaltet. Nachdem sich auch in den Folgejahren kein gemeinsames Gemeindeleben entwickelte und ständige Differenzen über den Einsatz der finanziellen Mittel bestanden, wurde am 10. November 1996 eine Volksbefragung betreffend der Gemeindetrennung durchgeführt. Beide Orte sprachen sich klar für die Trennung aus – Krensdorf 238:48 und Sigleß 436:48 Stimmen – weshalb ein Antrag auf Erstellung einer Trennungsverordnung an die Landesregierung erfolgte. Die Landesregierung gab dem Antrag statt, weshalb mit 1. Jänner 1998 die Trennung erfolgte. Als Bürgermeister setzte sich in der Direktwahl Josef Giefing (ÖVP) gegen Gertrude Ofenböck (SPÖ) durch, obwohl die SPÖ die Mehrheit im Gemeinderat hatte. Als Gemeindeamt wurde vorerst ein Haus angemietet. Nach Differenzen um die Errichtung eines neuen Gemeindeamtes musste eine Volksbefragung darüber entscheiden. Giefing trat darauf zurück und in der Bürgermeisterdirektwahl vom 30. April 2000 wurde Ofenböck zur neuen Bürgermeisterin gewählt. 2002 kam es schließlich zum Bau des Gemeindeamts mit sechs Wohnungen und einer Arztordination. Letzter Akt der Trennung von Sigleß war die Auflösung der Verwaltungsgemeinschaft und des Standesamtverbandes.

## Wirtschaft
Mehr als achtzig Prozent der Gemeindefläche werden landwirtschaftlich genutzt und von 18 landwirtschaftlichen Betrieben bearbeitet. Davon werden elf als Haupterwerbsbetriebe geführt (Stand 2010).
In Krensdorf wohnen 288 erwerbstätige Personen, 48 arbeiten im Ort und 240 pendeln aus. Von anderen Gemeinden pendeln 28 Erwerbstätige nach Krensdorf (Stand 2011).

## Kultur und Sehenswürdigkeiten

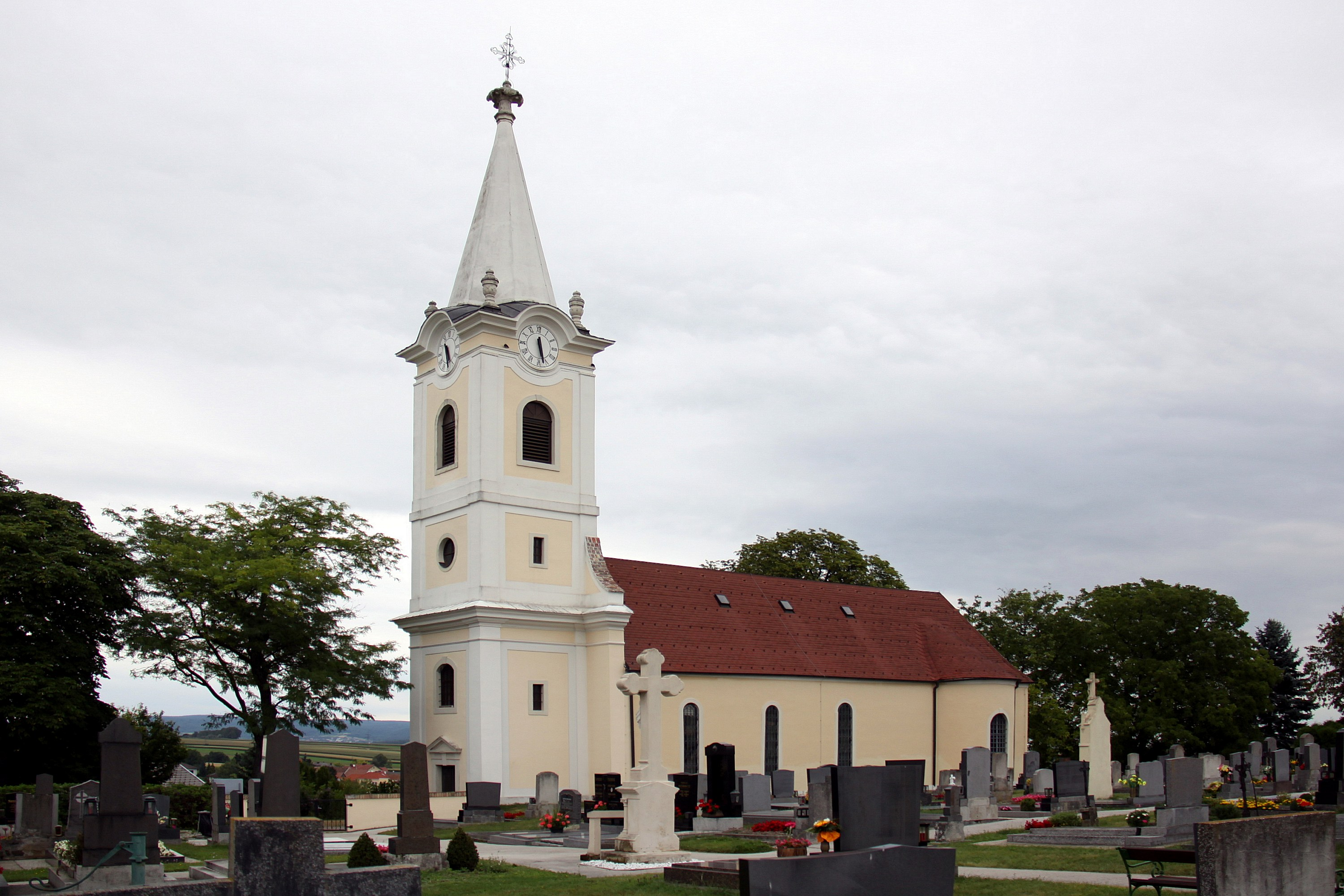
Röm.-kath. Pfarrkirche mit angeschlossenem Friedhof

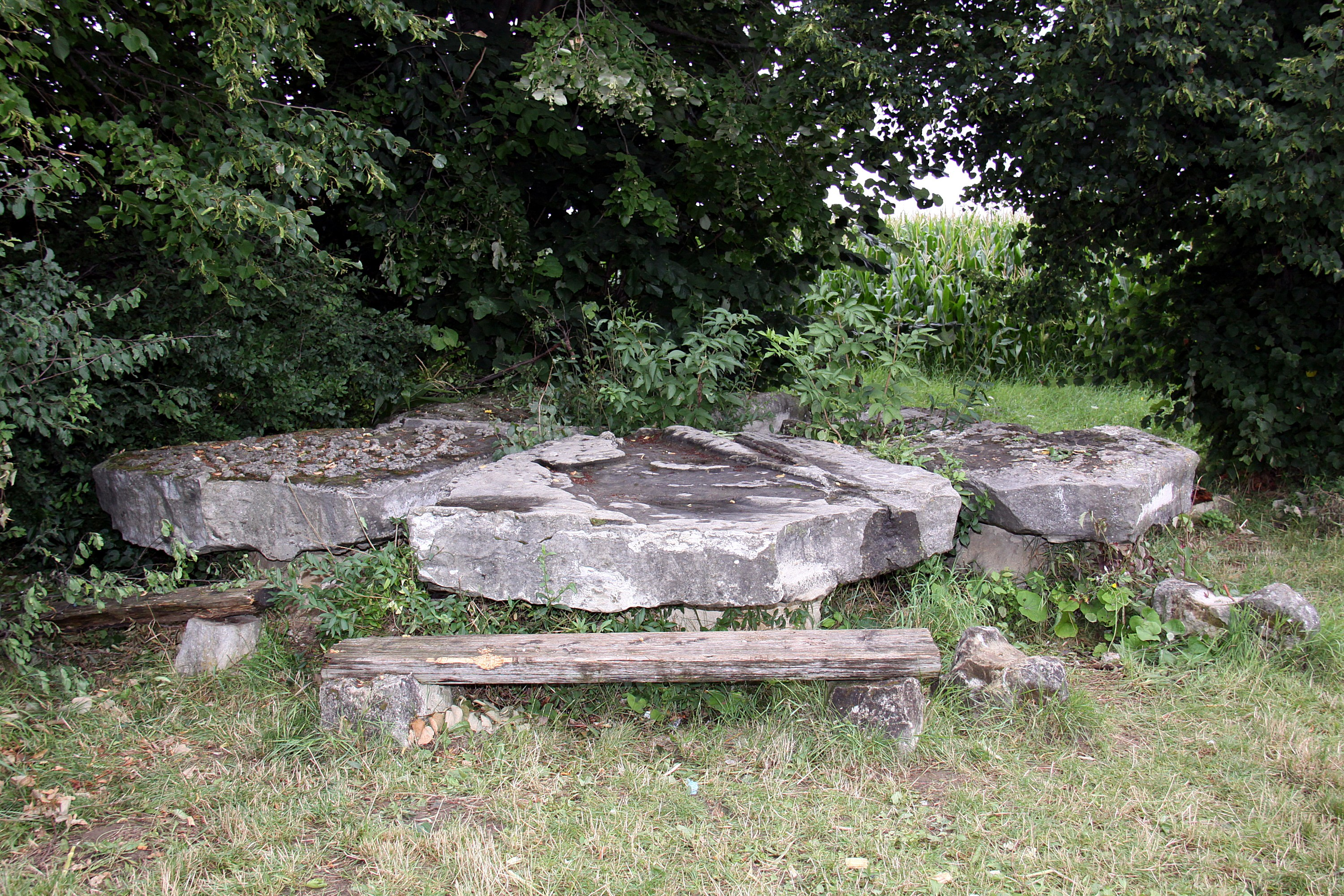
Der Hexenhügel ist eine Begräbnisstätte aus der Hallstattzeit

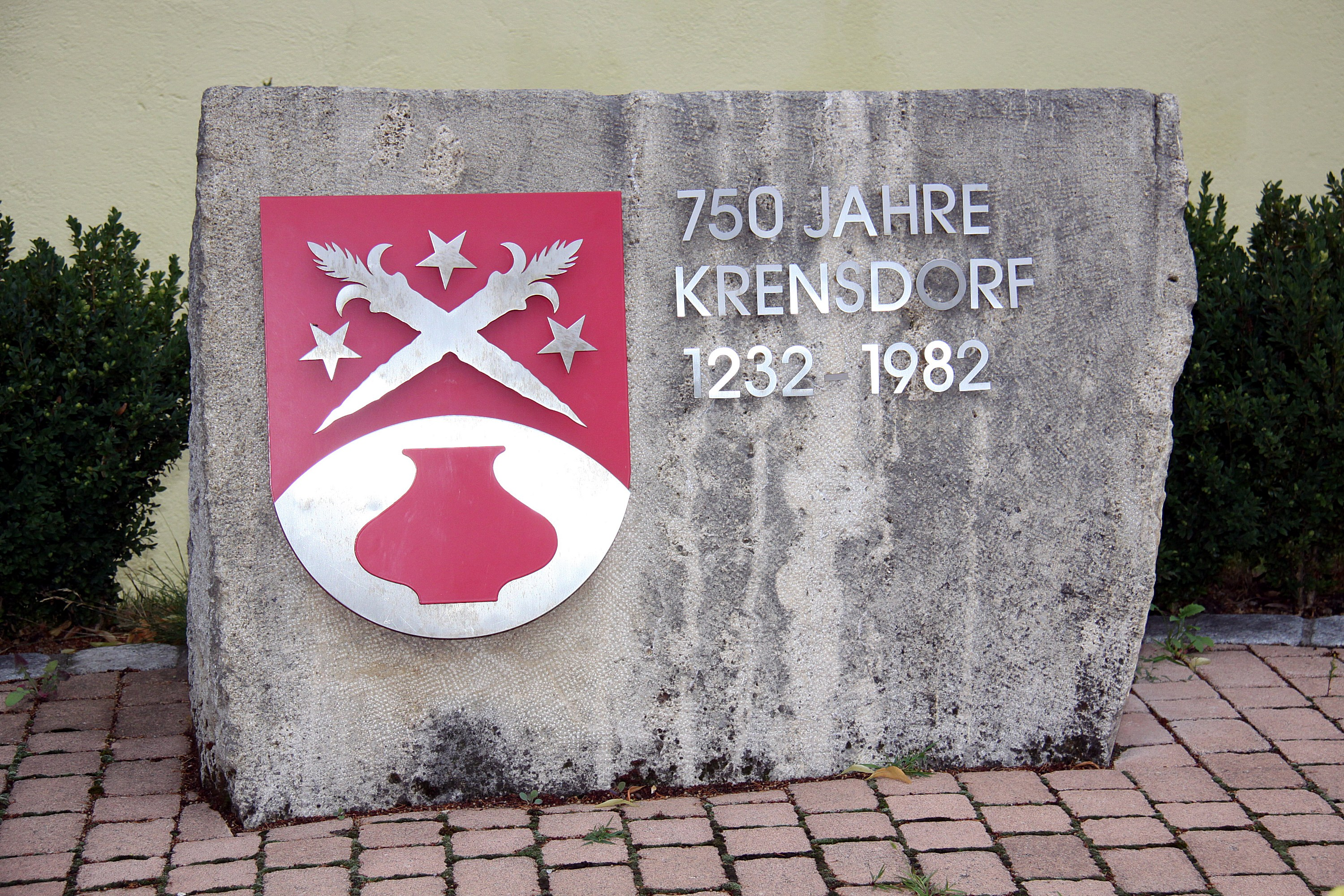
Gedenkstein 750 Jahre Krensdorf

- Kath. Pfarrkirche Krensdorf hl. Sigismund
- Sebastianssäule
- Bildstock, Fischkreuz
- Dorfmeisterkapelle
- Johannessäule
- Pest-/Dreifaltigkeitssäule
- Hexenhügel von Krensdorf[9][10]

### Regelmäßige Veranstaltungen
- Krensdorfer Kirtag: Der Krensdorfer Kirtag wird am vierten Sonntag nach Ostern begangen. Das „Pflugtragen“ der „Pflugburschen“ ist ein aus dem vorigen Jahrhundert herrührender Brauch. Bei diesem Umzug wird das Modell eines pflügenden Bauern bis zum Gasthaus getragen, wo der feierliche Kirtagstanz stattfindet.
- Hotterwanderung: die „Hotterwanderung“ findet jährlich statt
- Fußwallfahrt: weiter findet jährlich eine Fußwallfahrt zur Basilika von Mariazell statt.

### Vereine
Im Vereinsleben der Gemeinde gibt es eine Freiwillige Feuerwehr und einen Verschönerungsverein sowie die Singgemeinschaft „Multiple Voices“ und die Interessengemeinschaft „IG Kultur transparent“ und den ASKÖ NF Sigless-Krensdorf (Tennis).

## Politik

### Gemeinderat

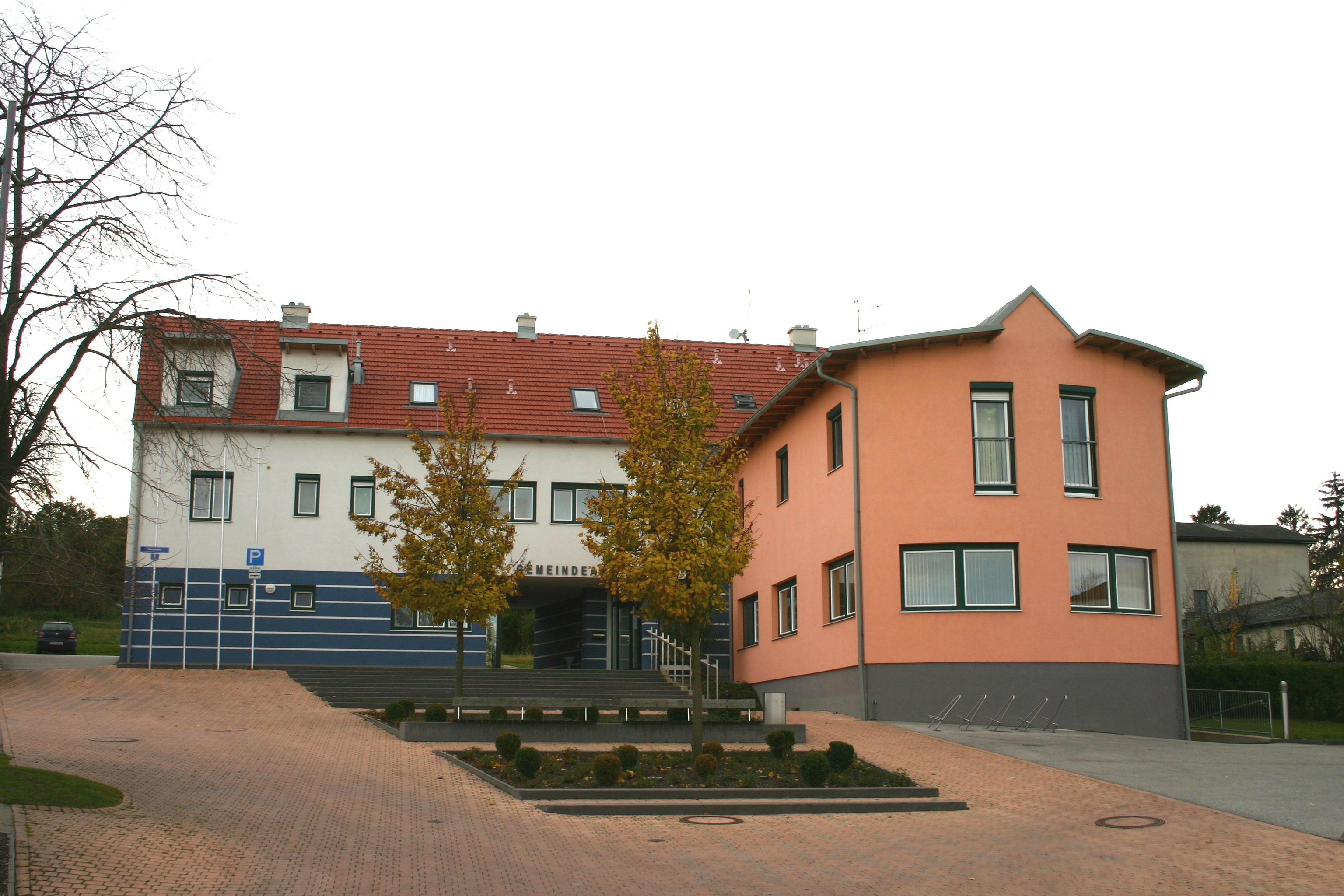
Das 2002 errichtete Gemeindeamt Krensdorf

Der Gemeinderat umfasst aufgrund der Einwohnerzahl insgesamt 13 Mitglieder.
| Partei          | 2022             | 2022             | 2022             | 2017             | 2017             | 2017             | 2012             | 2012             | 2012             | 2007             | 2007             | 2007             | 2002    | 2002    | 2002    | 1998    | 1998    | 1998    |
| Partei          | Sti.             | %                | M.               | Sti.             | %                | M.               | Sti.             | %                | M.               | Sti.             | %                | M.               | Sti.    | %       | M.      | Sti.    | %       | M.      |
| --------------- | ---------------- | ---------------- | ---------------- | ---------------- | ---------------- | ---------------- | ---------------- | ---------------- | ---------------- | ---------------- | ---------------- | ---------------- | ------- | ------- | ------- | ------- | ------- | ------- |
| ÖVP             | 324              | 63,04            | 8                | 295              | 63,71            | 8                | 278              | 56,97            | 7                | 241              | 53,32            | 7                | 190     | 42,04   | 6       | 188     | 44,98   | 5       |
| SPÖ             | 190              | 36,96            | 5                | 168              | 36,29            | 5                | 210              | 43,03            | 6                | 211              | 46,68            | 6                | 243     | 53,76   | 7       | 214     | 51,20   | 6       |
| FPÖ             | nicht kandidiert | nicht kandidiert | nicht kandidiert | nicht kandidiert | nicht kandidiert | nicht kandidiert | nicht kandidiert | nicht kandidiert | nicht kandidiert | nicht kandidiert | nicht kandidiert | nicht kandidiert | 19      | 4,20    | 0       | 16      | 3,83    | 0       |
| Wahlberechtigte | 605              | 605              | 605              | 562              | 562              | 562              | 546              | 546              | 546              | 537              | 537              | 537              | 508     | 508     | 508     | 475     | 475     | 475     |
| Wahlbeteiligung | 90,58 %          | 90,58 %          | 90,58 %          | 92,70 %          | 92,70 %          | 92,70 %          | 95,24 %          | 95,24 %          | 95,24 %          | 93,11 %          | 93,11 %          | 93,11 %          | 93,11 % | 93,11 % | 93,11 % | 93,26 % | 93,26 % | 93,26 % |

### Gemeindevorstand
[veraltet]Neben Bürgermeister Karl Izmenyi (ÖVP) und Vizebürgermeister Gerald Jagschitz (SPÖ) gehört noch der geschäftsführende Gemeinderat Gottfried Sommer (ÖVP) dem Gemeindevorstand an. Gemeindekassierin ist Beate Fröch (ÖVP), zum Umweltgemeinderat wurde Manfred Goldnagel (ÖVP) gewählt.

### Bürgermeister
Bürgermeister ist Karl Izmenyi (ÖVP), der sich in der Bürgermeisterdirektwahl 2007 gegen seine Vorgängerin Gertrude Ofenböck (SPÖ), die seit 30. April 2000 der Gemeinde vorstand, durchgesetzt hat. Bei der Bürgermeisterdirektwahl 2017 konnte Izmenyi neuerlich 10,09 Prozentpunkte zulegen und wurde mit 68,44 % in seinem Amt bestätigt. Er übertraf damit auch das Ergebnis seiner Partei um 4,73 %. Sein Mitbewerber Hubert Michalitsch (SPÖ) kam über 31,56 % nicht hinaus. Gerald Jagschitz (SPÖ) wurde in der konstituierenden Sitzung des Gemeinderats zum Vizebürgermeister gewählt wurde.
Bei der Wahl 2022 erreichte Karl Izmenyi 65,24 Prozent der Stimmen und blieb damit Bürgermeister von Krensdorf.

### Chronik der Dorfrichter und Bürgermeister
| von Jahr        | bis Jahr        | Dorfrichter             |
| --------------- | --------------- | ----------------------- |
| 1570            |                 | Thomas Schwarz          |
| 1583–1585, 1588 | 1583–1585, 1588 | Valentin Bauer          |
| 1594            |                 | Georg Khöbl             |
| 1605, 1609      | 1605, 1609      | Jacob Bugel             |
| 1622            |                 | Georg Moller            |
| 1630–1631, 1635 | 1630–1631, 1635 | Ulrich Hödl             |
| 1647            |                 | Paul Eggharth           |
| 1655            | 1664            | Bernhard Straus         |
| 1703            | 1707            | Martin Staindl          |
| 1707            | 1709            | Simon Koch              |
| 1709            | 1713            | Georg Strauß            |
| 1713            | 1716            | Simon Koch              |
| 1716            | 1723            | Andreas Pergauer        |
| 1723            | 1725            | Matthias Paur           |
| 1732            | 1734            | Matthias Lang           |
| 1734            | 1744            | Matthias Paur           |
| 1744            | 1757            | Matthias Lang           |
| 1757            | 1769            | Matthias Staindl        |
| 1769            | 1776            | Georg Morawitz          |
| 1776            | 1777            | Andre Obradovic         |
| 1777            | 1788            | Matthias Lang (ernannt) |
| 1788            | 1792            | Jakob Schreyer          |
| 1792            | 1793            | Geog Schey              |
| 1793            | 1799            | Jakob Schreyer          |
| 1810            |                 | Matthias Puntigam       |
| 1815            |                 | Stephan Nußbaumer       |

| von Jahr | bis Jahr | Dorfrichter         |
| -------- | -------- | ------------------- |
| 1817     |          | Matthias Fröch      |
| 1831     |          | Andre Mansberger    |
| 1847     | 1852     | Kaspar Tschögl      |
| 1853     | 1855     | Joseph Morawitz     |
| 1856     |          | Matthias Mansberger |
| 1867     |          | Joseph Bergauer     |
| 1889     |          | Franz Puntigam      |
| 1900     |          | Hermann Jagschitz   |
| 1903     | 1919     | Stefan Tschögl      |
| 1919     |          | Johann Jagschitz    |
| 1920     | 1921     | Stefan Tschögl      |

| von Jahr | bis Jahr | Bürgermeister      |
| -------- | -------- | ------------------ |
| 1921     | 1931     | Richard Tschögl    |
| 1931     | 1936     | Franz Alfons       |
| 1936     | 1938     | Friedrich Eckhardt |
| 1938     | 1939     | Franz Puntigam     |
| 1939     | 1945     | Friedrich Eckhardt |
| 1945     | 1950     | Franz Alfons       |
| 1950     | 1954     | Franz Papst        |
| 1954     | 1958     | Josef Windisch     |
| 1958     | 1952     | Johann Puntigam    |
| 1962     | 1967     | Viktor Schiffer    |
| 1967     | 1970     | Franz Monsberger   |

| von Jahr | bis Jahr | Bürgermeister            |
| -------- | -------- | ------------------------ |
| 1971     | 1986     | Gottfried Kremsner (SPÖ) |
| 1986     | 1992     | Heinz Henecker (SPÖ)     |
| 1992     | 1997     | Josef Kutrovatz (SPÖ)    |

| von Jahr  | bis Jahr  | Bürgermeister           |
| --------- | --------- | ----------------------- |
| 1998      | 2000      | Josef Giefing (ÖVP)     |
| 2000      | 2007      | Gertrude Ofenböck (SPÖ) |
| seit 2007 | seit 2007 | Karl Izmenyi (ÖVP)      |

## Persönlichkeiten

### Söhne und Töchter der Gemeinde
- Johann Stockinger (1880–1962), Metallarbeiter und Politiker